# Klara Hitler
Klara Hitler   (Weitra, 12 d'agost de 1860 - Urfahr, 21 de desembre de 1907), de soltera Klara Pölzl, fou la mare del polític Adolf Hitler.

## Biografia

### Infància i joventut (1860-1885)
Klara Pölzl va néixer en 1860 en Spital, una petita localitat al nord d'Àustria. Els seus pares van ser el granger Johann Baptist Pölzl i Johanna Hiedler. El matrimoni va tenir onze fills dels quals només van sobreviure tres a la infància: Klara, la major, Johanna i Theresia. L'avi matern de Klara va ser Johann Nepomuk Hiedler (o Hüttler, el cognom significa «petit propietari rural» i es troba en la documentació de l'època amb diferents grafies) el germà del qual, Johann Georg Hiedler, s'havia casat amb Maria Anna Schicklgruber, la mare d'Alois Hitler i, per tant, àvia del propi Adolf Hitler. Atès que en el registre baptismal d'Alois apareix en blanc el nom del pare, no és clar que aquest for el propi Georg sinó Nepomuk, qui poc després de morir Maria Anna es va dur Alois a viure a la seva granja. En qualsevol cas Klara i Alois estaven estretament emparentats i aquesta inseguretat sobre la identitat d'un dels seus avis va donar motiu a especulacions sobre la possible ascendència jueva d'Adolf Hitler.
Klara es va traslladar a Braunau am Inn en 1876, amb setze anys, per servir com a criada a casa del seu cosí Alois i la seva primera esposa, Anna Glassl. Alois, que tenia llavors trenta-nou anys i treballava com a funcionari de duanes, va començar poc després una relació amb Franciska Matzelberger, una jove serventa amb la qual va començar a conviure immediatament després de separar-se d'Anna en 1880. Franciska va exigir que Klara abandonés la casa i es va casar amb Alois en 1883. Van tenir dos fills. Quan, en 1884, Franciska va morir de tuberculosi, Alois va fer tornar Klara a Braunau.

### Matrimoni amb Alois Hitler (1885-1903)
Klara es va casar amb Alois Hitler el 17 de gener de 1885 i al maig va néixer el seu primer fill, Gustav. A l'any següent van tenir a la seva segona filla, Ida, i en 1887 a Otto, qui va morir als pocs dies de néixer. Gustav i Ida també van morir de diftèria uns mesos després que Otto.

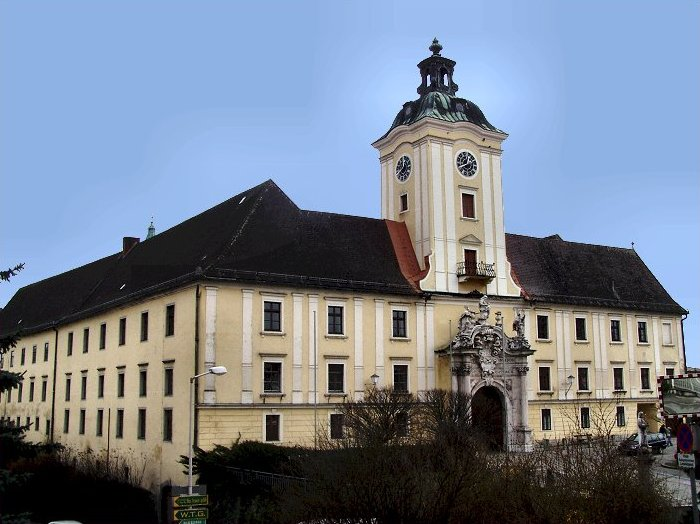
El monestir de Lambach, on Adolf Hitler va rebre classes de cant en 1897-1898.

El quart fill de Klara i Alois i el primer que va sobreviure a la infància va ser l'Adolf Hitler, que va néixer a dos quarts de set de la tarda del 20 d'abril de 1889. En 1892 la família es va traslladar a Passau, ciutat de Baviera fronterera amb Àustria, després que Alois fos ascendit. Klara va donar a llum allí en 1894 a Edmund, el seu cinquè fill. En Passau la família gaudia d'una posició acomodada, i Klara comptava amb l'ajuda d'una donzella i de la companyia de la seva germana petita Johanna.
En 1894 Alois va ser traslladat de nou, aquesta vegada a Linz, però la família va romandre en Passau fins que al febrer de 1895 va adquirir una propietat en Hafeld, Fischlham, a quaranta-cinc quilòmetres de Linz. Un parell de mesos després Klara es va reunir amb el seu marit i allí va néixer en 1896 la seva última filla, Paula. Finalment al novembre de 1898, després d'instal·lar-se uns mesos en Lambach, Alois va comprar la seva última casa en Leonding, una localitat molt propera a Linz.
El 2 de febrer de 1898 va morir de xarampió el germà petit, Edmund, deixant a l'Adolf com a l'únic descendent masculí de Alois i Klara. Alois insistia que Adolf es preparés per convertir-se en funcionari i el va matricular a la Realschule de Linz, encara que el seu rendiment va ser bastant dolent. Segons el mateix Hitler, ja llavors havia expressat la seva intenció de dedicar-se a l'art, la qual cosa va provocar una època de tensions entre pare i fill que va acabar quan, el 3 de gener de 1903, Alois va sofrir un col·lapse i va morir.

### Anys finals (1903-1907)

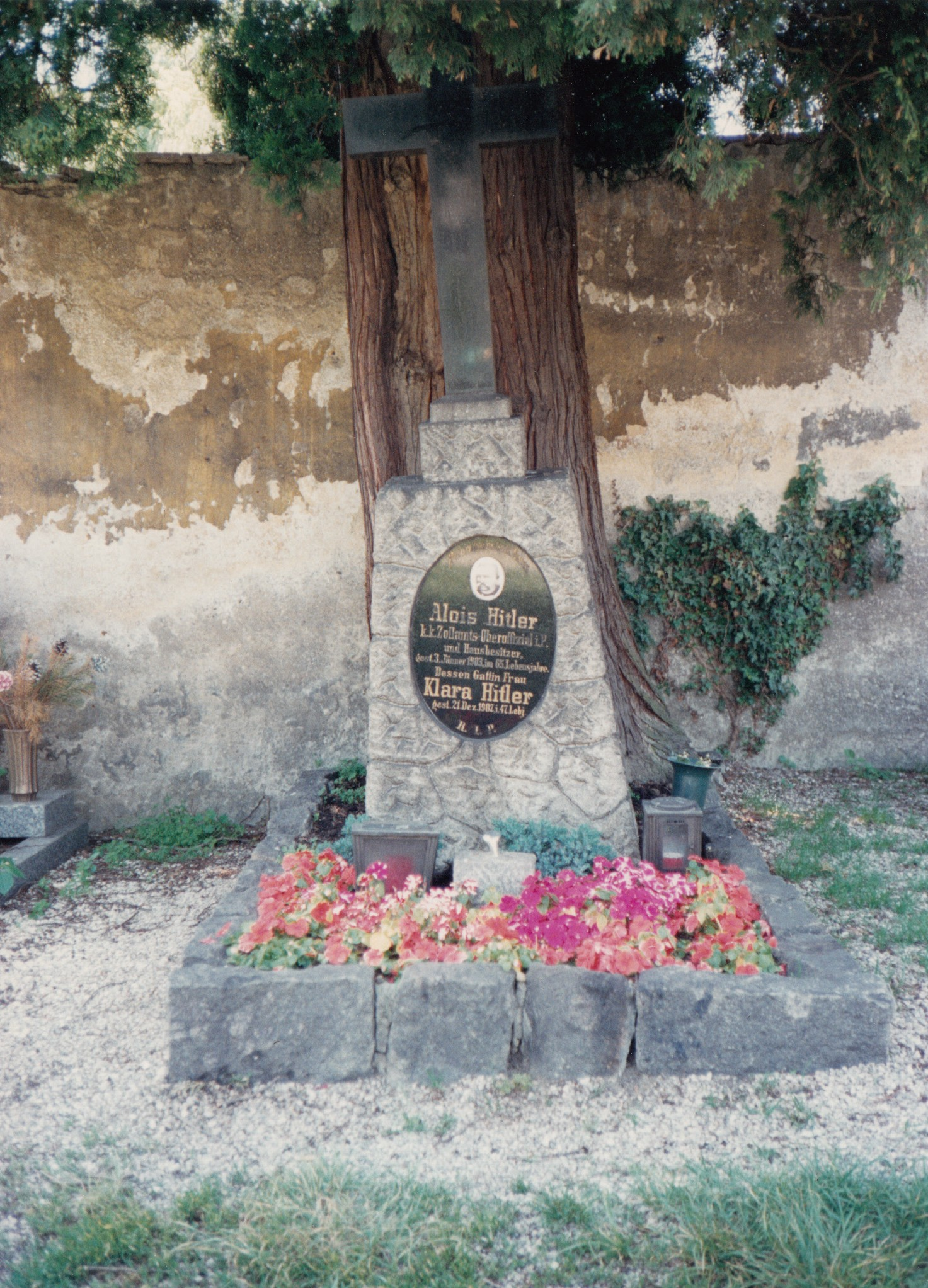
La tomba d'Alois i Klara Hitler a Leonding.

Malgrat que inicialment Klara va intentar que Adolf complís els desitjos d'Alois, de seguida va cedir davant els desitjos de l'únic fill masculí que li quedava. Degut a les males notes escolars va haver de traslladar l'Adolf a la Realschule de Steyr, on va haver d'allotjar-se per trobar-se massa lluny de casa, a uns vuitanta quilòmetres. Finalment, amb l'excusa d'una malaltia, Adolf va convèncer a la seva mare de que no podia seguir estudiant. En aquella època Klara havia adquirit un còmode pis en la Humboldtstrasse de Linz, on es va mudar al juny de 1905 amb la seva germana Johanna i amb els fills Adolf i Paula.
En la primavera de 1906 Klara va pagar a Adolf un viatge a Viena, davant la insistència d'ell d'estudiar-hi art. L'any següent, malgrat l'oposició de part de la seva família, va comptar també amb una subvenció de la seva tia Johanna en el seu intent d'ingressar en l'Acadèmia de Belles Arts de Viena.
Aquell mateix any Klara va caure greument malalta i va haver de ser operada de càncer de mama en gener de 1907. Es va fer càrrec del seu tractament el metge jueu de la família, el doctor Eduard Bloch, que va comunicar als fills de Klara que la seva mare tenia escasses probabilitats de sobreviure. Adolf va quedar molt afectat i es va fer càrrec de les despeses i de les decisions sobre el tractament, però amb tot i amb això va marxar a Viena al setembre per presentar-se a l'examen d'ingrés en l'Acadèmia. A finals d'octubre, Bloch el va fer cridar per avisar-li que la situació de la seva mare era desesperada i, finalment Klara va morir a Linz el 21 de desembre de 1907.

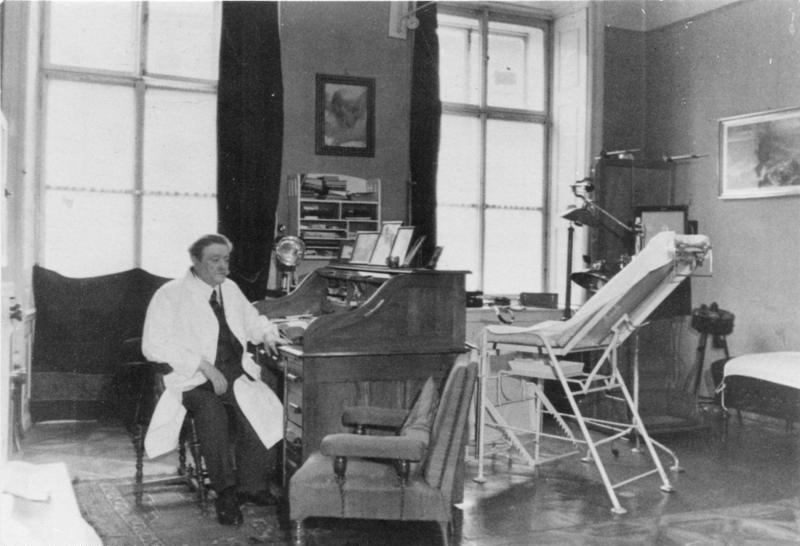
El doctor Eduard Bloch al seu despatx de Linz (1938).

Klara fou enterrada en Leonding al costat del seu marit Alois. El març de 2012 la tomba, que era un lloc de culte per a alguns grups neonazis, va ser desmantellada i la seva làpida retirada, pel que sembla per decisió d'un descendent del primer matrimoni de Alois Hitler.

## Importància en la vida d'Adolf Hitler
Malgrat que Hitler va insinuar més tard que la mort de la seva mare l'havia deixat gairebé en la pobresa, la realitat és que la bona administració de Klara, l'ajuda de la seva tia Johanna, la pensió d'orfandat i, posteriorment, l'herència paterna, encara que no li van proporcionar seguretat econòmica sí el van deixar en una situació momentàniament acomodada.
Existeixen molts testimonis que documenten el profund afecte que Adolf Hitler va sentir per la seva mare. Va dur amb ell les fotografies i retrats de la seva mare fins al final, en el búnquer de la Cancelleria i, per exemple, el doctor Bloch va dir d'ell que «l'amor que sentia per la seva mare semblava ser el seu tret més destacat». En morir Klara, va afegir que en circumstàncies semblants «no havia vist mai a ningú tan prostrat pel dolor com a Adolf Hitler», opinió confirmada tant pels mateixos records d'Hitler en Mein Kampf, com per la seva germana Paula. Klara, una dona bondadosa i devota segons Bloch, era una mare protectora, la qual cosa contrastava amb el temperament autoritari d'Alois. Hitler recordava més tard les seves pallisses i és molt probable que Alois estengués el maltractament a la seva dona. Sent Alois també bevedor, pot ser que el rebuig d'Hitler a l'alcohol fos una reacció a aquesta experiència.
S'ha especulat de vegades, amb escàs fonament, que la mort de Klara com a pacient d'un metge jueu podria haver estat una de les causes de l'antisemitisme d'Hitler. És força improbable, en vista de les mostres d'agraïment que, com a postals i quadres pintats per ell mateix, Bloch assegura haver rebut d'Hitler. Anys més tard, després del Anschluss, va recórrer a Hitler per obtenir un tracte favorable, gràcies al qual va aconseguir emigrar als Estats Units d'Amèrica. El doctor Bloch va morir el 1945 a Nova York.

## Descendència
Amb Alois Hitler va tenir sis fills:
- Gustav Hitler (17 de maig de 1885 - 8 de desembre de 1887).
- Ida Hitler (23 de setembre de 1886 - 2 de gener de 1888).
- Otto Hitler (1887 - 1887). Mort als pocs dies de néixer.
- Adolf Hitler (20 d'abril de 1889 - 30 d'abril de 1945).
- Edmund Hitler (24 de març de 1894 - 2 de febrer de 1900).
- Paula Hitler (21 de gener de 1896 - 1 de juny de 1960).

Dels sis fills de Klara únicament Adolf Hitler i la seva germana Paula van arribar a l'edat adulta.